# Нагајбаци
Нагајбаци или Ногајбаци (тат. Нагайбәкләр, рус. Нагайбаки), етнорелигијска су група Татара који живе углавном у општинама Нагајбак и Чебаркул у Чељабинској области. Језик је говор средњег дијалекта татарског језика. Верници су православни хришћани. Према руском законодавству, они су званично мали аутохтони народ Руске Федерације..
Према попису из 2002. године, било их је 9.600, од којих је 9.100 било у Чељабинској области, на попису 2010. године пописано је 8.148 људи који су се изјашњавали као Нагајбаци. Центар Нагајбака је село Фершампенуаз, Чељабинска област.

## Број становника
Пошто су Нагајбаци у совјетском периоду после 1926. године, пописивани као Татари, тешко је одредити њихов тачан број. По истраживачу И.Р Атнагулову број Нагајбака по годинама био је:
- 1866. - 4.287 особа
- 1897. - 7.812 особа
- 1926. - 7.722 особа
- 1959. - око 8.700 особа
- 1979. - 9.700 особа
- 1989. - око 12.000 особа
- 2002. - 9.600 особа
- 2010. - 8.148 особа

## Култура и религија
Од 10. септембра до 5. новембра, 2016. године у Казану, у Националној Уметничкој галерији „Хазине” у Државном музеју уметности Републике Татарстан, одржана је изложба „традиционалне културе Нагајбака”, у организацији Министарства културе Републике Татарстан, Министарства културе Чељабинске области. Изложени су народни и културни предмети нагајбачког народа из села Попово у Чељабинској области. На свечаном отварању изложбе одржане 9. септембра 2016. одржан је традиционални фолклор Нагајбака.